# Laristan
Ne doit pas être confondu avec Lorestan.

Localisation de la préfecture du Laristan au sud de la province de Fars

Le Laristan (ou Larestan) est une préfecture de la province de Fars en Iran. Sa capitale est la ville de Lar.
Lors du recensement de 2006, sa population était de 223 235 habitants, répartis dans 49 571 ménages. Le recensement suivant de 2011 dénombra 226 879 habitants dans 54 686 ménages. En 2016, le recensement fit état de 213 920 dans 60 410 ménages.
Le Laristan est soumis à un climat désertique. Il y neige très rarement, la dernière fois étant en février 2017, après un demi siècle sans neige. 
L'histoire de cette région, ainsi que de celle de Lamard, est liée à celle d'autres agglomérations de la province de Fars, telles que Khonj, Gerash ou Bastak (rattachée aujourd'hui à la province de Hormozgan). 
L'achomi est la langue parlée par les habitants du Laristan, en dehors du persan, langue officielle. 